# Адаменко Юрій Васильович
Юрій Васильович Адаменко (6 серпня 1968 ) — радянський і український футболіст .

## Кар'єра
Починав грати в команді другої радянської ліги «Зоря» (Бєльці) в 1989 році, за яку грав до розпаду СРСР.
1992 рік розпочав в команді вищої ліги чемпіонату Молдови «Молдова» (Боросеній-Ной), де в 10 матчах забив 6 голів, а потім виступав у першій лізі Росії за «Терек» (Грозний).
З 1993 року грав в Україні в аматорській команді «Антрацит» / «Плутон» Антрацит (1992/93, 1996), та у третій та другій лізі за «Авангард» Ровеньки (1993—1995).